# Payen de Corbeil
Payen de Corbeil era vescomte de Corbeil era fill del vescomte Gilbert II. Payen va participar en la batalla de Muret. Entre març de 1221 i maig de 1224 abraçà la regla de Jean de Matha i deixa el vescomtat en mans del seu fill Gui.